# Pinacoteca Virreinal
La Pinacoteca Virreinal de San Diego fue un recinto museográfico de la Ciudad de México dedicado al resguardo de pinturas producidas en la Nueva España, de los siglos XVI al XIX, perteneciente al Instituto Nacional de Bellas Artes. Se ubicó en el ex Convento de San Diego -hoy Laboratorio Arte Alameda- hasta el 2000, cuando su colección fue trasladada al Museo Nacional de Arte. 
Fue creada en 1964 con parte del acervo de la Academia de San Carlos.

## Historia del inmueble
Los dieguinosarribaron al actual México en 1580 con un grupo de 15 frailes provenientes de Sanlúcar de Barrameda (España). En 1591 Fray Pedro del Monte inició la obra del convento dieguino en el costado occidente de la Alameda Central, en terrenos conocidos como "del tianguis" de San Hipólito. Dos años más tarde fue concluido, gracias al patrocinio de don Mateo de Mauleón y su esposa doña Juana de Luna y Arellano. En 1682 ya era habitado por 60 frailes. A su lado pasaba el acueducto que dotaba de agua a la capital novohispana.
Dado que por sus reglas constituyentes los dieguinos no podían contar con propiedades, cada Jueves Santo anualmente se realizaba un rito en donde se apagaban las luces del edificio, todos sus habitantes lo abandonaban y entregaban la llave a los patrones que guardaban propiedad sobre el inmueble, y este a su vez la devolvía al superior dieguino, simbolizando la permisión de ocupar el convento un año más.
Frente a dicho convento se realizaron durante años las ejecuciones de los autos de fe del Tribunal del Santo Oficio de la Inquisición en México, siendo quemadas vivas muchas personas en dicho sitio hasta 1771, cuando fue cancelado el sitio para una ampliación de la Alameda. En el siglo XIX le fue agregada la actual fachada neoclásica que conserva. En 1861 los dieguinos fueron exclaustrados y, aunque el inmueble permaneció como sitio de culto, fue fraccionado para dar paso a las calles circundantes que desde el siglo XX se llaman Doctor Mora, Balderas y Basilio Badillo. En 1926 la iglesia fue clausurada definitivamente y se destinó a otros usos como academia teatral, museo y salón de baile.

## Creación
La pinacoteca fue creada por decreto del entonces presidente Adolfo López Mateos, siendo inaugurada el 8 de agosto de 1964. La curaduría de su primera colección corrió a cargo de Justino Fernández, Francisco de la Maza y Gonzalo Obregón. Hacia 1972 por las obras del Metro de la Ciudad de México, el edificio de la pinacoteca sufrió daños, por lo que fue restaurado por Luis Ortiz Macedo.
En el 2000 el espacio se convirtió en el Laboratorio Arte Alameda, y su acervo de 290 obras pasó a resguardo del Museo Nacional de Arte.